# 오키노시마촌 (고치현)
오키노시마촌(일본어: 沖ノ島村)은 일본 고치현 하타군에 있던 촌이다.

## 역사
- 1889년 4월 1일 - 정촌제 시행에 의해 3촌의 구역으로 성립하였다.
- 1954년 3월 31일 - 스쿠모정·고즈쿠시정, 히라타촌·하시가미촌·야마나촌과 합병해 스쿠모시가 성립, 동일 오키노시마촌은 폐지되었다.

## 참고 문헌
- 角川日本地名大辞典編纂委員会,『角川日本地名大辞典 39 高知県』1983, 角川書店